# Riscle
Riscle község Franciaország Okcitánia régiójában, Gers megyében. Lakosainak száma 1643 fő (2022. január 1.). Riscle Cahuzac-sur-Adour, Izotges, Maulichères, Maumusson-Laguian, Saint-Mont, Sarragachies, Tarsac, Viella, Saint-Lanne és Goux községekkel határos.
Új községként 2019. január 1-jén jött létre, amikor a régi Riscle egyesült Cannet korábbi községgel. Ekkor lélekszáma 1889 főre nőtt.

## Népesség
A település népessége az elmúlt években az alábbi módon változott:
| Lakosok száma | 1830 | 1831 | 1829 | 1761 | 1702 | 1643 |
|               | 2017 | 2018 | 2019 | 2020 | 2021 | 2022 |